# Religião na Bélgica

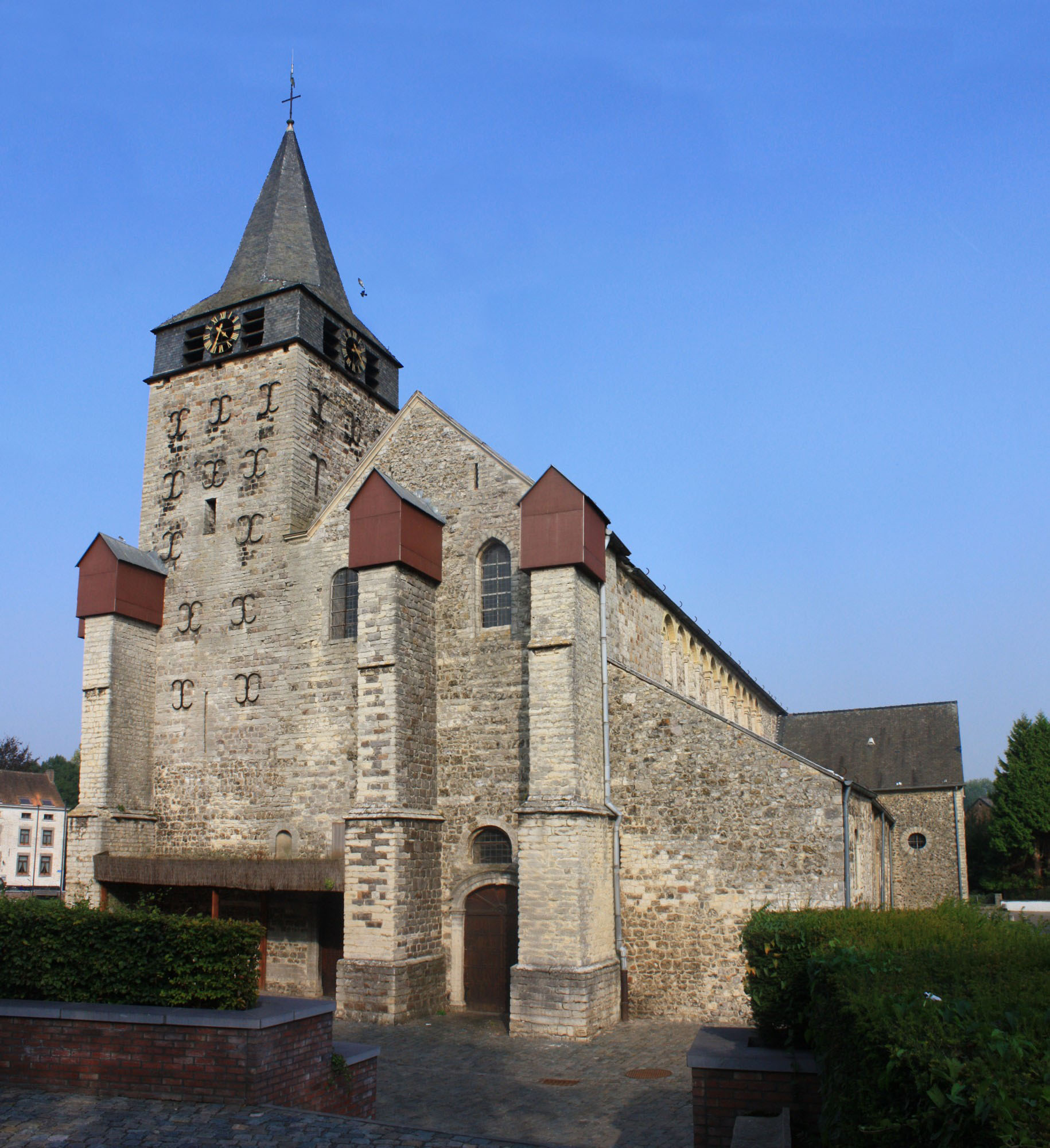
Igreja de Saint Martin et Adèle em Orp-Jauche, Valónia,.

A Bélgica é um estado laico, portanto há separação total entre religião e estado. No entanto o Cristianismo, principalmente o Catolicismo Romano, é a religião predominante.
Entre 47% e 75% dos belgas são católicos, mas menos de 10% da população se considera católica praticante. A segunda religião é o Islamismo, que representa 6% da população, protestantes e ortodoxos são entre 3% e 8%. Os sem religião, ateus ou agnósticos correspondem a 15% ou 31%.
Um inquérito realizado pela Ipsos MORI avalia que 49% dos belgas são cristãos, 6% islâmicos, 6% outras religiões, 8% não respondeu e 31% revelou não ter qualquer filiação religiosa.
Já a CIA, agência de inteligência norte-americana, diz que 75% da população da Bélgica é católica e que 25% ou é irreligiosa ou praticante de alguma religião minoritária.

## Estado das denominações religiosas reconhecidas

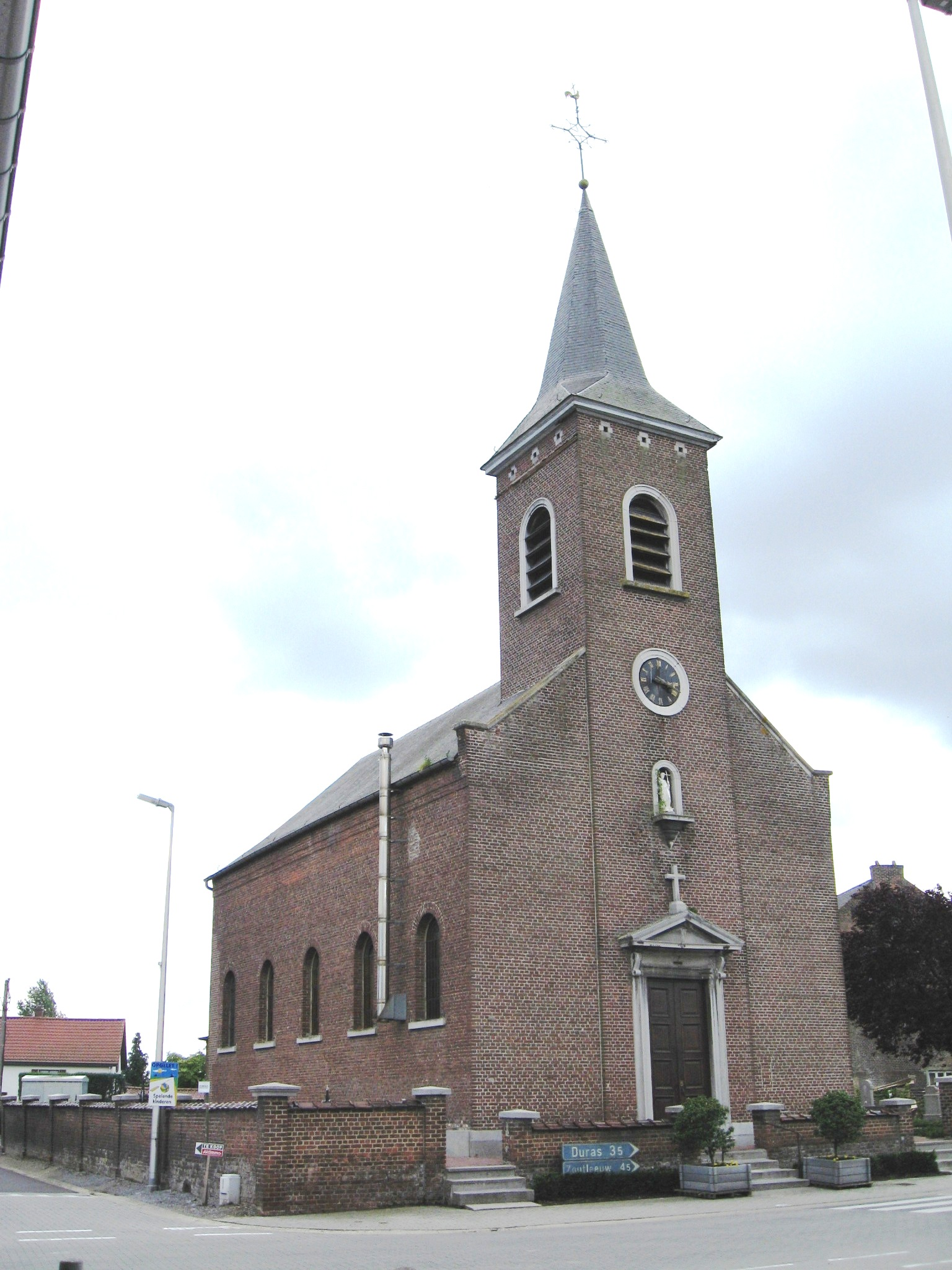
Uma típica igreja católica da região flamenga.

O Catolicismo Romano tem sido tradicionalmente a religião predominante na Bélgica, sendo especialmente forte em Flandres. No entanto, em 2009, a frequência à igreja nos domingos foi de 5,4% em Flandres, contra 12,7% em 1998.  Para o total da Bélgica, a frequência à igreja no domingo foi de 5% em 2009 em vez dos 11,2% em 1998. Apesar de uma queda de 6% na frequência à igreja 11-5% em 9 anos, o catolicismo, porém, continua a ser uma força importante na sociedade belga, tanto que em 2006, a igreja publicou que a maioria dos católicos vão bastante à igreja no período de Natal.
A segunda maior religião praticada na Bélgica é o Islã com 6%. Há também pequenas minorias de protestantes , ortodoxos , anglicanos e judeus . O direito belga reconhece oficialmente essas denominações, bem como as organizações seculares ( Holandês : Organisaties vrijzinnige levensbeschouwelijke , francês : laïques organizations ). O budismo está em processo de ser reconhecido sob o padrão de organização secular. O reconhecimento oficial significa que os sacerdotes (chamados de "conselheiros" dentro das organizações seculares) recebem uma bolsa do Estado, e que os pais podem escolher qualquer denominação reconhecida para fornecer educação religiosa a seus filhos se eles frequentam uma escola do estado.
Depois de atingir o nível de autonomia do Estado federal em questões religiosas, o Parlamento flamengo votou um decreto regional sobre novas denominações religiosas reconhecidas, a instalação de concílios democraticamente eleitos para todas as denominações religiosas reconhecidas e os fez sujeitos às mesmas regras administrativas como órgãos do governo local - com repercussões importantes na medida em que a contabilidade financeira e governo aberto estão em causa. Em 2006, no entanto, os bispos católicos ainda nomeados candidatos para os concílios da Igreja Católica porque não havia decidido sobre os critérios de elegibilidade. Isto é, eles tinham medo que os candidatos católicos que podem ser eleitos seria apenas batizados católicos. Em 2008, no entanto, os bispos decidiram que os candidatos para a eleição dos conselhos da igreja só tinha de provar que eram maiores de 18 anos, membro da igreja paroquial para servir a cidade ou vila em que eles eram residentes, e que eles foram batizados católicos . Assim eleições normais ocorreram.
Jainismo, Hinduísmo e Sikhismo têm também um número crescente de adeptos na Bélgica, mas não são reconhecidos pelo governo. Isto não nega-lhes o direito de praticar sua religião, apenas o direito de ter um governo com eleições e regulamentos sobre eles.
De acordo com a mais recente sondagem do Eurobarómetro de 2010, 37% dos cidadãos belgas responderam que acreditam que há um Deus.
31% responderam que acreditam que existe algum tipo de espírito ou força de vida. 27% responderam que não acreditam que existe algum tipo de espírito, Deus ou força vital.